# Ядерна родина
«Ядерна родина» (англ. Nuclear Family) — постапокаліптичний американський фільм режисера Кайла Ренкіна про родину, яка пережила ядерний вибух і змушена виживати в ізольованій зоні ураження. Прем'єра фільму відбулася 15 жовтня 2012 року (США). Місця зйомок: Топанга Каньйон, Woodland Hills, Лос-Анджелес, Каліфорнія, США.

## Сюжет
Історія молодої пари, Джона і Лінн, які намагаються вижити в лісі після ядерної катастрофи разом з маленькою донькою. Зі своєю 11-річною дочкою Поліною вони в пошуках зниклого безвісти 8-річного сина, Гранта. Тим часом, сучасне суспільство розпалося, і сім'я повинна бути на крок попереду бандитів, для яких беззаконня, жорстокість, зґвалтування, грабунок і нищення стали способом життя. Постійно відкриваються їм нові таємниці, хоча вони намагалися перебувати у лісах, ховатися і міняти місцезнаходження.
Вони натикаються на банду, яка знає де їх син. Згодом, виявляється, що вибух над містом був не ядерним, але уся територія ізольована кордоном. Справжня причина — витік синтезованих сполучень, які викликають у людей лють та безконтрольні тваринні інстинкти. Вчена, що синтезувала ці сполуки, зібрала навколо себе деяких виживших, а також дітей, і переховується від військових, які мають на меті віднайти її і використати знов.

## Актори
- Корін Немек — Джон,
- Рей Вайз — Людина,
- Даніель Гарріс — Зоя,
- Кінсі Паккард — Лінн,
- Шарон Лоуренс — Карен,
- Лі Аренберг — Бен,
- Поліна Кон — Поліна,
- Паркер Крофт — Син,
- Сінді Вела — Карен,
- Джим Коуді Вільямс — Арматура,
- Дженніфер Блан — Джен,
- Майкл Філіп Едвардс — Африканець,
- Джо Рассел — Вчений,
- Тодд Брінгеватт — ОВ waterboarder,
- Фостер Мур — ОВ waterboarder.